# Маяк Годреві
Маяк Годреві (англ. Godrevy Lighthouse) — маяк, розташований неподалік від міста Сент-Айвз у графстві Корнуолл (Англія).

## Будівництво
Маяк Годреві побудований в 1858—1859 роках на скелястому острівці на відстані близько 300 м від півострова Годреві. Місцеві води (зокрема, The Stones reef) завжди були небезпечними для судноплавства, і маяк планували побудувати неодноразово, але проєкт не був втілений до 11 листопада 1854 року, допоки тут не зазнав аварії британський вітрильник SS Nile. У результаті загинуло 40 осіб: увесь екіпаж та всі пасажири. Під впливом громадської думки й побудували маяк. Джеймса Саткліффа було призначено інженером проєкту, а дизайнером маяка став Джеймс Уокер.

## Опис та функціонування
Маяк являє собою білу восьмикутну вежу, заввишки 26 метрів, збудовану зі щебеню, каменю і бетону. Основне світло — біле, яке постійно обертається, з фіксованим червоним світлом дещо нижче основного, яке видно, коли судно перебуває на небезпечній відстані від рифів.
Спочатку маяк обслуговувало троє працівників, але в 1934 році він був автоматизований. Світло від маяка видно на відстань до 19 км.
У 1939 році маяк модернізували, замінили лінзи та ацетиленовий пальник. Чергова модернізація відбулася в 1995 році, коли встановили резервну сонячну енергетичну систему.